# Ophiomastix asperula
Ophiomastix asperula is een slangster uit de familie Ophiocomidae. De wetenschappelijke naam van de soort werd in 1869 gepubliceerd door Christian Frederik Lütken.